# Lübecker Senat 1903 und 1904

Flagge Lübecks 1890–1935

Der Senat der Freien und Hansestadt Lübeck als Kabinett in den Jahren 1903 und 1904.

## Bürgermeister

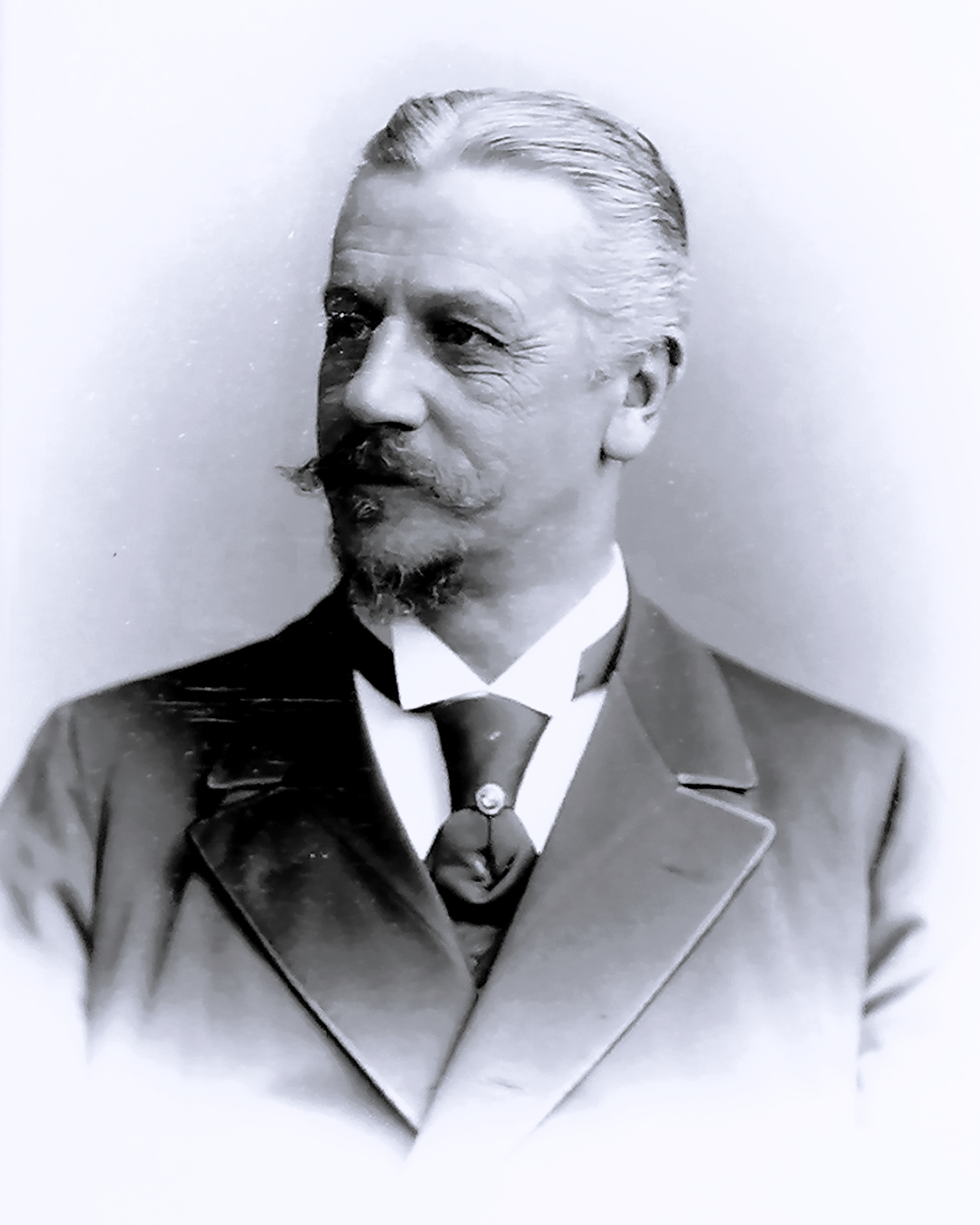
Bürgermeister Klug

- Heinrich Klug, Senator seit 1879

## Senatoren

Die Senatoren der drei Schwesterstädte am 2. Juni 1904 vor dem Herrenhaus Waltershof an der Elbe

- Wilhelm Brehmer, seit 1870. Trat am 6. August 1904 in den Ruhestand.
- Heinrich Alphons Plessing, seit 1879. Verstarb am 22. November 1904.
- Emil Wolpmann, seit 1883
- Johann Hermann Eschenburg, seit 1884
- Johann Georg Eschenburg, seit 1885
- Georg Arnold Behn, seit 1889. 1903 aus dem Senat ausgetreten.
- Friedrich Heinrich Bertling, seit 1893
- Ernst Christian Johannes Schön, seit 1895
- Emil Ferdinand Fehling, seit 1896
- Alfred Stooß, seit 1897
- Eduard Friedrich Ewers, seit 1899
- Emil Possehl, seit 1901
- Eugen Emil Arthur Kulenkamp, seit 1902
- Johann Heinrich Evers, seit 1903
- Johann Martin Andreas Neumann, seit Anfang September 1904
- Julius Vermehren, seit Anfang Dezember 1904